# 6539 Ногавіца
6539 Ногавіца (6539 Nohavica) — астероїд головного поясу, відкритий 19 серпня 1982 року.
Тіссеранів параметр щодо Юпітера — 3,356.